# 이세적

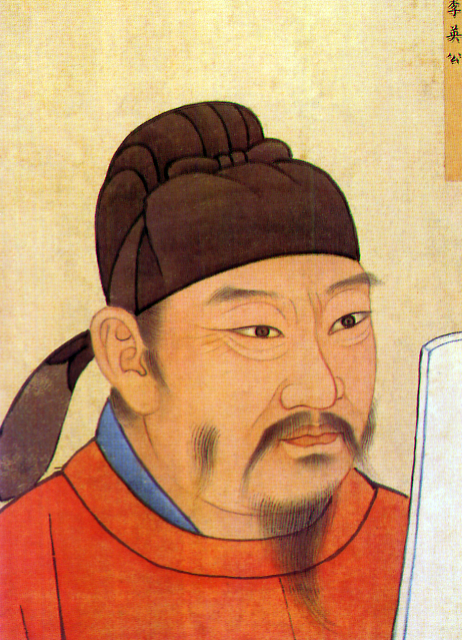
청전(清殿)에 소장된 이적의 초상화

이세적(李世勣, 594년 ~ 669년 12월 31일)은 당나라 초기의 명장으로, 능연각 24공신 중 한 명이다. 당 태종 이세민에게 등용되어 중원 평정을 도왔고 돌궐, 서역, 설연타, 고구려를 상대로 많은 공을 세웠다.
자는 무공(懋功)이며 본명은 서세적(徐世勣)이나, 당 고조 이연에게 이씨 성을 하사받았다. 나중에 이세민이 황제로 즉위하자 이세민과 겹치는 '세'자를 피휘하여 이적(李勣)이라고 했다.

## 생애
지금의 중국 산동성인 조주(曺州) 이호(離狐)의 부유한 집안 출신으로 수 대업(大業) 7년(611년)에 17세로 농민봉기에 가담하였다. 적양(翟让)을 따라 와강군(瓦岗军)에 가담했던 서세적은 이밀(李密)이 와강군의 수령이 된 후 군공을 세워 이밀로부터 동해군공(东海郡公)에 봉해졌고 여양(黎阳)을 지키는 임무를 맡았다. 在이밀이 적양을 죽일 것을 모의할 때 난군과 싸우다 부상을 입은 적도 있었고, 후에 왕백당(王伯当)에게 구조되었다. 대업 14년(618년) 북쪽의 우문화급(宇文化及)과 교전하였다. 이후 이밀을 따라 당 왕조에 귀순했고 당으로부터 여양총관(黎阳总管)에 임명되었으며, 뒤에 다시 진왕(秦王) 세민(世民)을 따라 유무주(刘武周), 왕세충(王世忠), 두건덕(窦建德), 유흑달(刘黑闼) 그리고 서원랑(徐圆朗) 등의 군벌 공격에 참가했다. 무덕(武德) 6년(623년)에 다시 조군왕(赵郡王) 효공(孝恭)과 이정을 따라서 보공석(辅公祏)을 공격하였다.
당 왕조에 귀순한 뒤 고조(高祖)는 서세적을 순신(纯臣)이라 칭하며 국성(國姓)인 이씨를 사성하였고, 조국공(曹国公)에서 다시 영국공(英国公)으로 봉해졌다. 정관(贞观) 연간에 이적(이세적)은 동돌궐(東突厥), 설연타(薛延陀), 고구려와의 전쟁에 참전하였다. 무덕 8년(625년) 돌궐(突厥)이 쳐들어 오자 이세적이 나서서 막아 4년 뒤인 정관(貞觀) 3년(629년) 돌궐을 크게 격파하고 5만 인을 포로로 잡아 돌아오는 전공을 세웠으며 병주(并州)에 머물러 16년을 지켰다. 정관 15년(641년)에는 약진수(诺真水, 지금의 중국 내몽골 자치구 우란차부)에서 설연타를 크게 패배시켰다. 정관 18년(644년) 태종을 따라 고구려 원정에 총관으로써 출정하였다.
당 태종은 말년에 병상에서 태자 치(治)에게 "이적은 사람됨이 곧고 충의가 큰 자다. 하지만 그는 네게 다른 은의를 입은 게 없으니 후에 너를 마음으로 따르지 않을까 걱정이다. 짐이 일단 다른 곳으로 보내 놓은 다음 짐이 죽은 뒤에 네가 기반을 좀 다지고 나서 그를 중앙으로 다시 불러들여 복야(僕射)로 제수하면 그는 네게 은의를 입은 게 되고 죽기로 네게 충성할 것이다."라고 말하고, 그를 첩주도독(叠州都督)에 제수하였다.
태종 사후 즉위한 태자, 당 고종에게 다시 불려가 상서좌복야(尙書左僕射) 사공(司空)이 되었다. 《자치통감》(資治通鑑)에는 영휘 6년 9월에 소의 무씨(昭儀武氏)를 황후로 삼고자 신료들에게 묻는 고종에게 이적은 "그건 폐하의 집안 일로 다른 사람에게 물을 것 없습니다."라고 대답하였다.
총장(總章) 원년(668년)에 이적은 병사를 거느리고 압록강을 건넜고, 설인귀(薛仁貴) 등의 당군과 신라의 문무왕 등이 거느린 신라군과 함께 고구려의 수도 평양성을 쳐서 크게 이기고 보장왕과 대신을 비롯한 고구려 왕족과 귀족을 포로로 잡아 돌아왔다.
고구려 멸망 이듬해인 총장(總章) 2년(669년) 12월 무신(3일)에 졸하였다. 향년 76세. 당 고종은 이레 동안 조회를 폐하였고, 태위(太尉) 양주대도독(扬州大都督)이 추증되었으며 시호는 정무(貞武), 당 태종의 능원인 소릉(昭陵)에 배장되었다.
고종 사후 중종을 폐위시키고 예종을 즉위시킨 측천무후가 조정에 나와 칭제하게 되자, 이적의 손자 이경업이 중종 복위와 측천무후 타도를 외치며 양주에서 거병했지만 실패하고 일족이 주살되면서 이적 또한 부관참시당했다. 중종이 복위한 뒤인 705년에야 다시 예로써 장사지냈다.

## 일화
- 《수당가화》에는 이밀을 섬기던 시절 의형제였던 단웅신(單雄信)과의 일화가 수록되어 있다. 단웅신은 용맹이 보통 사람보다 뛰어났다. 이밀이 죽은 뒤 단웅신은 낙양의 왕세충(王世充)에게, 세적 본인은 당의 이연을 도와 싸우게 되었다. 세적이 해릉왕 이원길과 함께 낙양을 포위하였을 때 이원길은 자신의 힘만 믿고 늘 친히 나서다 왕세충의 명을 받은 단웅신에게 습격당해 죽을 뻔했다. 단웅신이 이원길을 찌른 창이 아슬아슬하게 한 자 정도 미치지 못한 것을 보고 놀란 세적이 당황해 "형님, 형님! 그분은 제 주군이십니다!"라고 소리쳤고, 단웅신은 세적을 알아보고는 "네놈하고만 엮이지 않았어도 바로 이놈을 끝장냈을 거야."라며 돌아섰다. 왕세충 사후 세적은 의형제인 단웅신을 구명하려 했지만 끝내 실패했고, 자신의 죽음을 받아들여 초연한 단웅신 앞에서 앞서의 맹세는 끝내 지키지 못하게 되었지만 그의 처자는 사후 책임지고 돌봐주겠다는 약속과 함께 세적은 칼로 자신의 허벅지 살을 잘라 단웅신에게 주며 맹세했고, 단웅신은 그것을 받아 먹고 의심하지 않고 죽음을 맞았다고 한다.
- 일찍이 자신의 생애를 두고 "나는 열 두셋 나이에 무뢰한 도적으로 마주치는 사람마다 죽였고, 열네다섯 나이에는 감당이 안 되는 도적으로 마음에 안 맞는 놈마다 죽이지 않은 적이 없었고, 열 일고여덟 나이에는 호적(好賊)이 되어 상진(上陣)에서 사람을 죽였고, 나이 스물에 다시 천하의 대장(大將)이 되어서는 병사를 지휘해 사람을 죽음에서 구해냈다."고 말했다고 한다.
- 복야라는 지위에 오른 뒤에도 병든 누나를 위해 자신이 직접 죽을 끓였고 그러다 번번이 수염을 데곤 했는데, 누나가 "네 부인들도 많은데 왜 네가 나서서 그렇게 고생하느냐?"고 묻자, "사람이 없어서가 아닙니다. 누님도 나도 이제 다 늙었고 평생 죽을 끓여 줄 수 있는 것도 아니니 지금 아니면 언제 또 그럴 수 있겠습니까?"라고 대답했다고 한다.
- 이적의 외모는 호인(胡人)을 닮았던 것으로 당시 알려져 있었다. 나이 일곱 살에 신동으로 불리며 조정에 불려가기도 했던 가가은(賈嘉隱)과의 일화가 《수당가화》에 남아 있는데, 조정에 출사한 그를 본 이적이 다른 관료들을 보며 "저 녀석은 얼굴이 꼭 서남쪽 오랑캐(獠) 놈들 비슷한데 어떻게 총명해졌을까?"라고 말하니 가가은이 듣고 "북쪽 오랑캐(胡) 머리로도 재상이 되는데 서남쪽 오랑캐 얼굴이라고 총명을 발하지 못하겠습니까?"라 대답해 듣고 있던 조정 사람들이 모두 크게 웃었다는 것이다. 《수당가화》의 찬자 유속은 그 말미에 "서씨(이세적)의 생김새가 북쪽 오랑캐를 닮은 까닭이다."(徐狀胡故也)라고 적고 있다.

## 이세적이 등장하는 작품
- 《삼국기》(KBS, 1992년~1993년, 배우:정종준)
- 《연개소문》(SBS, 2006년~2007년, 배우:정상철)
- 《대조영》(KBS, 2006년~2007년, 배우:선동혁)
- 《대왕의 꿈》(KBS, 2012년~2013년, 배우:한태일)